# Johann von Staupitz
Johann von Staupitz (Motterwitz, 1465 – Salisburgo, 28 dicembre 1524) è stato un abate e teologo tedesco.
Vicario generale dell'Ordine degli Eremitani di Sant'Agostino in Germania dal 1503, fu professore a Wittenberg ed iniziò agli studi biblici Martin Lutero, a cui cedette la propria cattedra nel 1512.

## Biografia
Di nobile famiglia sassone, nel 1490 entrò tra gli Eremitani di Sant'Agostino a Monaco e nel 1497 venne eletto priore del convento di Tubinga. Fu un attento studioso delle Sacre Scritture: nel 1498 conseguì il baccellierato in teologia ed il 7 luglio 1500 ottenne anche il dottorato.
Apprezzato, oltre che per l'ampia cultura, per la sua spiccata spiritualità e saggezza, nel 1502 l'Elettore Federico III il Saggio gli affidò la cattedra di teologia della neofondata Università di Wittenberg. Il 7 maggio 1503 venne eletto vicario generale del suo Ordine per la Germania, carica che mantenne fino al 28 agosto 1520.
Ebbe tra i suoi allievi a Wittenberg Martin Lutero, di cui fu anche stimato consigliere spirituale, che incoraggiò molto negli studi teologici e al quale affidò anche importanti missioni per conto dell'Ordine Agostiniano: nel 1512 abbandonò la docenza per assumere la carica di decano della facoltà di teologia; il suo antico discepolo gli succedette alla cattedra.
In seguito avversò Lutero e la sua Riforma. Si trasferì a Salisburgo e, ottenuta l'autorizzazione pontificia, abbandonò gli agostiniani per entrare nell'Ordine Benedettino: il 22 agosto del 1522 venne eletto abate di Sankt Peter. Morì nel 1524; a tutt'oggi i suoi resti sono conservati nella cappella di Santa Maria presso Abbazia di San Pietro a Salisburgo.